# Société d'histoire de la Martinique
La Société d'histoire de la Martinique (S. H. M.) est une société savante, fondée en 1955 à Fort-de-France. C'est une association loi de 1901.

## Historique
Un groupe d’historiens amateurs se réunirent, en 1955, autour de René Cottrell qui fut le premier président de la société. Ils furent rejoints par des historiens de formation (professeurs d'histoire-géographie, archivistes etc.).

## Objectifs et actions de la société
L'objectif majeur de la société est de mettre à la disposition des Martiniquais les connaissances acquises au cours des recherches. La société étend ses activités de recherches à toute la Caraïbe de la préhistoire à nos jours.
La société organise des conférences, des expositions, des visites commentées sur le terrain, des voyages etc.
La société a également une activité éditoriale, elle publie des :
- Annales des Antilles,
- Mémoires,
- ouvrages spécifiques

## Événements marquant de la société
- 1995 : 40e anniversaire : exposition consacrée à la S. H. M. à la Bibliothèque Schœlcher 
  - diner-débat au Jardin de Jade ;
  - numéro spécial des Annales des Antilles ;
  - table ronde sur l’historiographie des Antilles
- 1998 : 150e anniversaire abolition de l’esclavage : 
  - numéro spécial des Annales des Antilles
- 2005 : 50e anniversaire de la fondation de la société : 
  - conférences d’Anne Pérotin-Dumont,
  - numéro spécial des Annales des Antilles regroupant les conférences données sur le thème des Libres de couleur à la Martinique, ** exposition consacrée au même thème, avec la collaboration des Archives départementales.
- 2010 : création du site internet  de la Société d'histoire de la Martinique.